# کوبالایا
کوبالایا یک مرغ پرورشی نژاد کوبایی است. این تنها نژاد مرغ است که به صورت رسمی از سوی انجمن ملی طیور کوبا به رسمیت شناخته شده است. این گونه از مرغ و خروس نژادهای سوماترا و مالایی نشات گرفته شده که از فیلیپین به کوبا آورده شده‌اند،  و در جهت سه نوع بهره‌برداری شامل گوشت، تخم مرغ و جنگ خروس پرورش می‌یابند.